# Urdazubi/Urdax
Urdazubi/Urdax település Spanyolországban, Navarra autonóm közösségben. Urdazubi/Urdax Baztan, Zugarramurdi, Ainhoa és Saint-Pée-sur-Nivelle községekkel határos. Lakosainak száma 364 fő (2024).

## Népesség
A település népessége az elmúlt években az alábbi módon változott:
| Lakosok száma | 375  | 376  | 348  | 368  | 378  | 392  | 394  | 349  | 330  | 364  |
|               | 2001 | 2004 | 2007 | 2009 | 2012 | 2014 | 2017 | 2019 | 2022 | 2024 |